# Чияне (Лельчицкий район)
Чияне (бел. Чыяне) — деревня в Лельчицком сельсовете Лельчицкого района Гомельской области Беларуси.
На западе, севере и востоке граничит с лесом.

## География

### Расположение
В 4 км на северо-запад от Лельчиц, 69 км от железнодорожной станции Ельск (на линии Калинковичи — Овруч), 219 км от Гомеля.

## Транспортная сеть
Транспортные связи по просёлочной, затем автомобильной дороге Средние Печи — Лельчицы. Планировка состоит из 3 коротких, почти параллельных между собой улиц, ориентированных с юго-востока на северо-запад. На юге к ним присоединяется Г-образная улица. Застроена преимущественно односторонне деревянными домами усадебного типа.

## История
Основана в начале XX века переселенцами из соседних деревень. Наиболее активная застройка приходится на 1920-е годы. В 1931 году жители вступили в колхоз. Во время Великой Отечественной войны в марте 1943 года оккупанты сожгли деревню и убили 4 жителей. 16 жителей погибли на фронтах. В память о погибших в 1979 году установлена стела. В составе колхоза имени В. И. Ленина (центр — городской посёлок Лельчицы). Располагались начальная школа и клуб.

## Население

### Численность
- 2024 год — 61 житель

### Динамика
- 1940 год — 54 двора, 237 жителей.
- 2004 год — 71 хозяйство, 146 жителей.
- 2024 год — 61 житель

## Достопримечательность
- Стела погибшим воинам-землякам